# Lac-des-Rouges-Truites
Lac-des-Rouges-Truites és un municipi francès situat al departament del Jura i a la regió de Borgonya - Franc Comtat. L'any 2007 tenia 349 habitants.

## Demografia

### Població
El 2007 la població de fet de Lac-des-Rouges-Truites era de 349 persones. Hi havia 132 famílies de les quals 28 eren unipersonals (16 homes vivint sols i 12 dones vivint soles), 52 parelles sense fills, 48 parelles amb fills i 4 famílies monoparentals amb fills.
La població ha evolucionat segons el següent gràfic:
Habitants censats

### Habitatges
El 2007 hi havia 208 habitatges, 141 eren l'habitatge principal de la família, 52 eren segones residències i 15 estaven desocupats. 189 eren cases i 14 eren apartaments. Dels 141 habitatges principals, 110 estaven ocupats pels seus propietaris, 24 estaven llogats i ocupats pels llogaters i 7 estaven cedits a títol gratuït; 3 tenien una cambra, 3 en tenien dues, 14 en tenien tres, 41 en tenien quatre i 80 en tenien cinc o més. 124 habitatges disposaven pel capbaix d'una plaça de pàrquing. A 56 habitatges hi havia un automòbil i a 75 n'hi havia dos o més.

### Piràmide de població
La piràmide de població per edats i sexe el 2009 era:
| Homes | Edats   | Dones |
| ----- | ------- | ----- |
| 0     | 95 o +  | 4     |
| 0     | 90 a 94 | 0     |
| 0     | 85 a 89 | 0     |
| 0     | 80 a 84 | 4     |
| 8     | 75 a 79 | 8     |
| 16    | 70 a 74 | 8     |
| 8     | 65 a 69 | 16    |
| 4     | 60 a 64 | 4     |
| 12    | 55 a 59 | 4     |
| 4     | 50 a 54 | 12    |
| 12    | 45 a 49 | 8     |
| 16    | 40 a 44 | 4     |
| 28    | 35 a 39 | 16    |
| 4     | 30 a 34 | 12    |
| 8     | 25 a 29 | 16    |
| 8     | 20 a 24 | 8     |
| 12    | 15 a 19 | 12    |
| 4     | 10 a 14 | 8     |
| 12    | 5 a 9   | 16    |
| 12    | 0 a 4   | 4     |

## Economia
El 2007 la població en edat de treballar era de 231 persones, 177 eren actives i 54 eren inactives. De les 177 persones actives 171 estaven ocupades (87 homes i 84 dones) i 6 estaven aturades (2 homes i 4 dones). De les 54 persones inactives 15 estaven jubilades, 17 estaven estudiant i 22 estaven classificades com a «altres inactius».

### Ingressos
El 2009 a Lac-des-Rouges-Truites hi havia 144 unitats fiscals que integraven 391 persones, la mediana anual d'ingressos fiscals per persona era de 19.282 €.

### Activitats econòmiques
Dels 22 establiments que hi havia el 2007, 1 era d'una empresa alimentària, 2 d'empreses de fabricació d'altres productes industrials, 4 d'empreses de construcció, 3 d'empreses de comerç i reparació d'automòbils, 2 d'empreses d'hostatgeria i restauració, 2 d'empreses d'informació i comunicació, 1 d'una empresa financera, 3 d'empreses de serveis, 2 d'entitats de l'administració pública i 2 d'empreses classificades com a «altres activitats de serveis».
Dels 5 establiments de servei als particulars que hi havia el 2009, 1 era un taller de reparació d'automòbils i de material agrícola, 1 paleta, 1 lampisteria i 2 empreses de construcció.
L'any 2000 a Lac-des-Rouges-Truites hi havia 13 explotacions agrícoles que ocupaven un total de 828 hectàrees.

## Poblacions més properes
El següent diagrama mostra les poblacions més properes.